# Francesc Xavier Puchol i Catalunya
Francesc Xavier Puchol i Catalunya   (Vinalesa, 15 de setembre de 1991) és un pilotaire professional valencià, més conegut com a Puchol II, en la posició de rest d'escala i corda des de 2010. Campió individual d'escala i corda els anys 2016, 2018, 2020 i 2021, també ha guanyat la Copa Diputació del 2012 i 2014, la Lliga Professional d'Escala i Corda del 2015 i 2020 i el Trofeu President de la Diputació de València en la modalitat de frontó valencià en les edicions de 2011, 2012 i 2014, entre més trofeus.

## Biografia
Criat al si d'una família de pilotaires, el seu pare Xavier Puchol fou un destacat escalater de les dècades dels anys 80 i 90 del segle XX i el seu iaio matern Vicent Catalunya Valero un emblemàtic pilotari de galotxa i durant anys recuperador de la Pilota valenciana a Vinalesa i l'Horta Nord. Puchol II s'inicia de ben jove en la pràctica de l'esport als equips de l'escola de pilota del club local destacant ja com a jove promesa i aconseguint trofeus com els Jocs Esportius de 2006 en la categoria cadet de les tres modalitats: galotxa, frontó i escala i corda. El mateix 2006 guanyà amb l'equip local cadet la Supercopa de Galotxa i el 2007 l'Interpobles de Galotxa en categoria juvenil.
Prompte dona el salt a l'escala i corda aconseguint els individuals sub-18 de 2008 i sub-23 de 2011 o la Lliga Caixa Popular Cadet de 2007. L'empresa del professionalisme de la Pilota valenciana ValNet contracta a Puchol II el 2010 i comença anunciar-se als principals trinquets d'arreu del País. Aconsegueix guanyar campionats de promoció com la Lliga Oxford University Press 2011-2012 tot i que la seua vertadera consolidació com a pilotari de primer nivell arriba el 2012 amb la consecució de la Copa Diputació de València que guanyà junt a Javi de Massalfassar i Herrera.
El mateix 2012 revalidà el títol de campió de la Copa Diputació de València de frontó davant Álvaro, amb el qual guanyà l'edició de 2011 i que és considerat un dels millors en l'especialitat.
El 2017, després de guanyar la X Copa junt amb Monrabal, una fasciïtis plantar li impedí jugar partides en les quals ja estava anunciat a Massamagrell i Alfarb, i encara que en disputà una de llargues a Benitatxell, la seua participació en el II Trofeu Vila-real CF era incerta.
El Nou d'Octubre d'eixe any, l'Ajuntament de Vinalesa rebatejà el carrer artificial de pilota local amb el seu nom.
El 2021 revalidà el títol individual, de nou front a De la Vega, al qual superà 60 per 50.
| A.   | competició                                     |             | mitger      | punter    | adversaris                   |
| ---- | ---------------------------------------------- | ----------- | ----------- | --------- | ---------------------------- |
| 2021 | XXXVI Individual CaixaBank                     | Campió      |             |           | De la Vega                   |
| 2020 | XXXV Individual Bankia                         | Campió      |             |           | De la Vega                   |
| 2018 | XXXIII Individual d'Escala i Corda             | campió      |             |           | Pere Roc II                  |
| 2016 | XXXI Individual d'Escala i Corda               | campió      |             |           | Soro III                     |
| 2022 | XXXI Lliga Caixabank                           | campions    | Santi       | Carlos II | Giner, Tomàs II i Héctor     |
| 2020 | XXIX Lliga Bankia                              | campions    | Tomàs II    | Guillermo | Pere Roc II, Javi i Carlos   |
| 2015 | XXIV Circuit Professional d'Escala i Corda     | Campions    | Santi       |           | Pere Roc II, Dani i Monrabal |
| 2015 | XXX Individual d'Escala i Corda                | Subcampió   |             |           | Soro III                     |
| 2019 | I Trofeu Fundació                              | Campions    |             |           |                              |
| 2017 | X Copa Diputació d'Escala i Corda              | Campions    | Monrabal    |           |                              |
| 2007 | III Lliga Caixa Popular Cadet                  | Campions    | Víctor II   |           |                              |
| 2011 | VI Trofeu Frontó President de la Diputació     | Campions    | Álvaro      |           |                              |
| 2017 | XII Trofeu Diputació de Frontó                 | Campions    | amb Roberto |           |                              |
| 2012 | V Copa Diputació de València                   | Campions    | Javi        | Herrera   |                              |
| 2012 | Trofeu Ciutat de Dénia                         | Campions    | Tato        | Tomàs II  |                              |
| 2012 | Trofeu de Frontó Diputació de València         | Campions    | Montesa     |           |                              |
| 2012 | Trofeu Superdeporte                            | Subcampions | Javi        |           |                              |
| 2012 | Trofeu Mancomunitat de la Ribera Alta          | Campions    | Dani        |           |                              |
| 2012 | Trofeu de Nadal de Benidorm                    | Campions    | Santi       | Tomàs II  |                              |
| 2013 | Circuit Bancaixa 2012-2013                     | Subcampions | Tato        | Herrera   |                              |
| 2013 | Masters Pilota Generalitat Valenciana EiC 2013 | Campions    |             |           |                              |
| 2018 | XIII Trofeu Universitat de València            | Subcampions | Héctor      |           | Pere Roc II, Jesús i Carlos  |
| 2018 | III Trofeu Vila-real CF                        | Campions    | Santi       |           | Marc, Nacho i Tomàs II       |
| 2014 | Trofeu Mixt La Costera-Canal                   | Subcampions |             |           |                              |

## Galeria
- Entrevista a Colp a Colp (XEMV) després de guanyar el primer Individual.